# جلیب الشیوخ
شهر جلیب الشیوخ (به عربی: جلیب الشیوخ) در استان فروانیه در کشور کویت واقع شده‌است. جمعیت این شهر ۱۷۹٫۲۶۴ نفر است.